# Talbot-Matra Rancho
Der Talbot-Matra Rancho, ursprünglich Matra-Simca Rancho, war ein Freizeitfahrzeug des Automobilherstellers Talbot.
Das Modell auf Basis des Simca 1100 Pick-up wurde 1976 im Matra-Planungsbüro von Antonis Volanis entworfen. Man entwickelte den Simca durch Anbauteile aus glasfaserverstärktem Kunststoff zu einem nach Geländewagen aussehenden Freizeitauto. Der Simca Poissy-Motor war der gleiche wie im Simca 1308 und Talbot 1510 und leistete 80 PS (59 kW). Der ursprünglich geplante Allradantrieb erschien den Verantwortlichen jedoch zu teuer, so dass man es schließlich bei Frontantrieb beließ.

## Modellgeschichte
Der Matra-Simca Rancho wurde im März 1977 auf dem Genfer Auto-Salon der Öffentlichkeit vorgestellt und gelangte im Sommer 1977 in den Verkauf. 
Nachdem der PSA-Konzern im Sommer 1978 Chrysler Europa aufgekauft hatte, wurde das Fahrzeug ab August 1979 durch den neuen Eigentümer als Talbot-Matra Rancho weitervertrieben. Im Frühjahr 1981 wurde das Sondermodell Decouvrable mit Zeltbahnen statt Seiten- und Heckscheiben vorgestellt. 
Aufgrund einer neuen Partnerschaft mit Renault und befürchteter Konkurrenz zu eigenen Sport-Modellen musste Matra die Fertigung des Murena zum Jahresanfang 1984 einstellen, während die Herstellung des Rancho bereits gegen Ende 1983 auslief. 
Auf den Produktionsstraßen beider Modelle wurde ab März 1984 der Renault Espace I hergestellt. Dieser war als Nachfolger des Rancho geplant, aber vom bisherigen Partner Peugeot abgelehnt worden. Sowohl Rancho als auch Espace gelten als erste ihrer jeweiligen Fahrzeugklasse (Kompakt-SUV, Van) in Europa. 
Mit dem im Herbst 2001 vom Espace III abgeleiteten „Van-Coupé“ Renault Avantime kreierte Renault in Zusammenarbeit mit Matra eine weitere (wenn auch erfolglose) Kategorie.

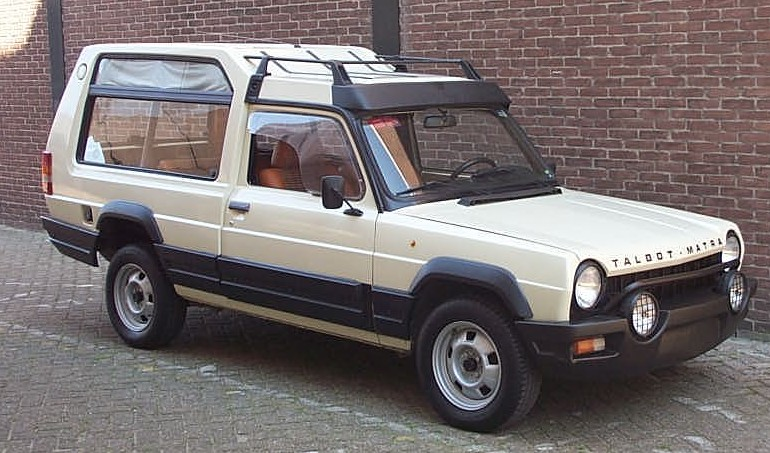
Talbot-Matra Rancho (1979–1983)
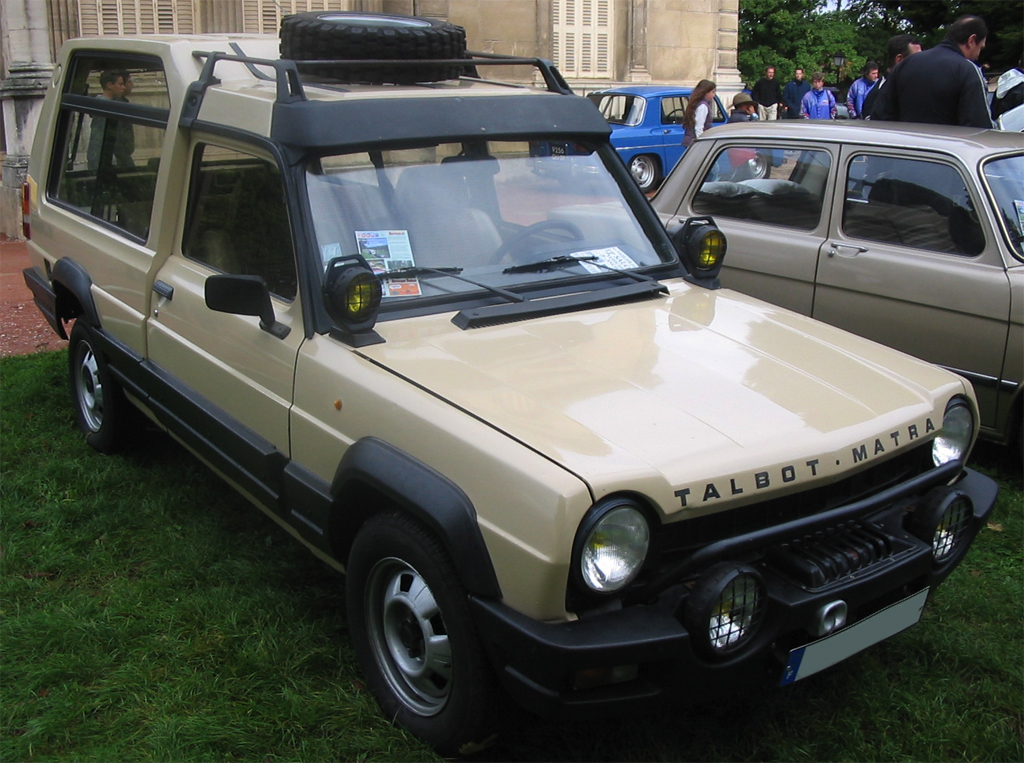
Talbot-Matra Rancho Grand Raid
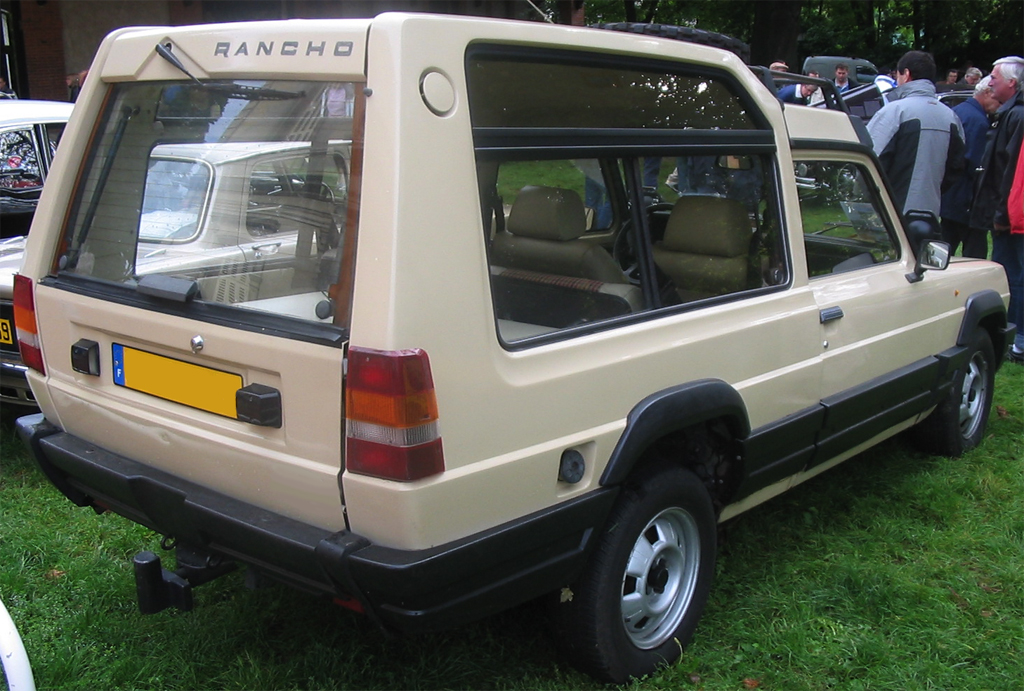
Heckansicht

## Modelle
Alle Modelle waren mit dem 1442-Kubikzentimeter-Vierzylindermotor des Simca 1308 ausgestattet:
- Rancho: einfache Ausstattung
- Rancho X: mit Metallic-Lackierung, Aluminiumfelgen und Drehzahlmesser
- Rancho Decouvrable: mit (teils transparenten) aufrollbaren Zeltbahnen statt Glasscheiben im hinteren Aufbau
- Rancho Grand Raid: mit Differentialsperre, Seilwinde und Suchscheinwerfer

## Populärkultur
Ein Talbot-Matra Rancho in der Sonderausstattung Grand Raid diente als die „Familienkutsche“ in den auch international sehr erfolgreichen La-Boum-Filmen von 1980 (La Boum – Die Fete) und 1982 (La Boum 2 – Die Fete geht weiter).

## Heutiger Bestand
Wie bei den meisten ab Ende der 1970er und bis Anfang der 1980er Jahre hergestellten Fahrzeugen war der Rostschutz mangelhaft. Zusammen mit dem daraus resultierenden hohen Wertverlust führten die Rostprobleme oft zu einer eingeschränkten Gesamtnutzungsdauer des Fahrzeugs von deutlich unter zehn Jahren, hinzu kam eine hohe Beanspruchung des Fahrzeugtyps im alltäglichen Gebrauch. Bereits Mitte der 1990er Jahre war der Rancho trotz der relativ hohen Produktionszahl von etwa 56.000 Exemplaren aus dem Straßenbild weitgehend verschwunden. Dies lag auch an der bei Sammlern anfangs geringen Beliebtheit der Kombi-Karosserie.
Durch den SUV-Boom der letzten Jahre und durch die Retrowelle der 1970er Jahre erfreut sich der Rancho in Sammlerkreisen inzwischen wieder steigender Beliebtheit.
Während ein Rancho in schlechtem Zustand für einen Kaufpreis unter 1000 Euro zu finden ist, sind gut erhaltene Exemplare mittlerweile so selten, dass sie einen Kaufpreis im fünfstelligen Bereich rechtfertigen, was noch unter den Kosten für eine Komplettrestaurierung von ca. 20.000 Euro liegt.

## Ersatzteillage und Clubszene
Die Ersatzteillage ist unerwartet gut. Verschiedene Händler sind bemüht, keine Lücken in der Ersatzteilversorgung entstehen zu lassen. Da die Mechanik mit der anderer Matra-, Talbot- und Simca-Modelle weitgehend übereinstimmt, ist in dieser Hinsicht kaum ein Engpass zu erwarten. Selbst Rancho-spezifische Karosserieteile sind noch verfügbar.
Matra-Fahrer finden im deutschsprachigen Raum eine rege Clubszene mit zahlreichen Treffen vor. Auch bei Simca- und Talbot-Clubs ist man mit einem Rancho willkommen.

## Einfluss auf andere Fahrzeuge
Der Matra Rancho beeinflusste den britischen Kit-Car-Hersteller Dutton Cars, der 1980 ein ähnlich konzipiertes Auto als Bausatz herausbrachte. Der Dutton Sierra genannte Zweitürer wurde bis 1989 in etwa 3.000 Exemplaren hergestellt.